# Liabeae
Liabeae, tribus glavočika, dio potporodice  Vernonioideae. Ime je došlo po rodu Liabum iz tropske Amerike

## Podtribusi
1. Subtribus Liabinae Cass. ex Dumort.
  1. Cacosmia Kunth (3 spp.)
  2. Ferreyranthus H. Rob. & Brettell (8 spp.)
  3. Oligactis (Kunth) Cass. (5 spp.)
  4. Dillandia V. A. Funk & H. Rob. (3 spp.)
  5. Sampera V. A. Funk & H. Rob. (8 spp.)
  6. Liabum Adans. (38 spp.)
  7. Inkaliabum D. G. Gut. (1 sp.)
2. Subtribus Sinclairiinae H. Rob.
  1. Sinclairiopsis Rydb. (2 spp.)
  2. Sinclairia Hook. & Arn. (27 spp.)
3. Subtribus Paranepheliinae H. Rob.
  1. Stephanbeckia H. Rob. & V. A. Funk (1 sp.)
  2. Microliabum Cabrera (6 spp.)
  3. Pseudonoseris H. Rob. & Brettell (4 spp.)
  4. Paranephelius Poepp. & Endl. (6 spp.)
  5. Chionopappus Benth. (1 sp.)
  6. Erato DC. (5 spp.)
  7. Philoglossa DC. (5 spp.)
4. Subtribus Munnoziinae H. Rob.
  1. Chrysactinium (Kunth) Wedd. (9 spp.)
  2. Munnozia Ruiz & Pav. (44 spp.)
  3. Bishopanthus H. Rob. (2 spp.)